# 史都華鎮 (賓夕法尼亞州)
史都華鎮（Stewart Township）是位於美國賓夕法尼亞州費耶特縣的一個鎮，以其豐富的自然景觀和歷史遺產聞名。根據2000年的人口普查，該鎮人口為743人。史都華鎮總面積為132.4平方公里，其中131.2平方公里為陸地，1.2平方公里（0.92%）為水域。
該鎮擁有兩處美國國家歷史名勝：落水山莊（Fallingwater）和Kentuck Knob，這兩處建築均為著名建築師法蘭克·洛伊·萊特（Frank Lloyd Wright）的傑作，吸引了大量遊客和建築愛好者。落水山莊更是被譽為現代建築的經典之作，並被列入聯合國教科文組織世界遺產預備名單。
史都華鎮以其寧靜的鄉村風光和深厚的文化底蘊，成為賓夕法尼亞州的重要旅遊目的地之一。
1. ↑  . United States Census Bureau.   [August 13, 2017]. （原始内容存档于2017-08-24）.
2. 1 2  . Census.gov. US Census Bureau.   [December 1, 2023]. （原始内容存档于2022-07-11）.